# Festival Paris Cinéma
Il Festival Paris Cinéma è una manifestazione cinematografica che si è svolta a Parigi dal 2003 al 2014. Sostenuto dal Comune di Parigi e presieduto dal regista Costa-Gavras e poi dall'attrice Charlotte Rampling, il festival si è affermato ogni anno sempre più a livello internazionale grazie alla competizione ma anche grazie alla sua piattaforma di coproduzione "Paris Project", che ha permesso ad alcuni progetti stranieri di trovare un produttore francese. Ha dovuto cessare le sue attività nel 2014, in particolare a causa del mancato rinnovo della sovvenzione comunale..